# Соверія-Маннеллі
Соверія-Маннеллі (італ. Soveria Mannelli, сиц. Suverìa Mannielli) — муніципалітет в Італії, у регіоні Калабрія, провінція Катандзаро.
Соверія-Маннеллі розташована на відстані близько 460 км на південний схід від Рима, 29 км на північний захід від Катандзаро.
Населення — 3083 особи (2014).

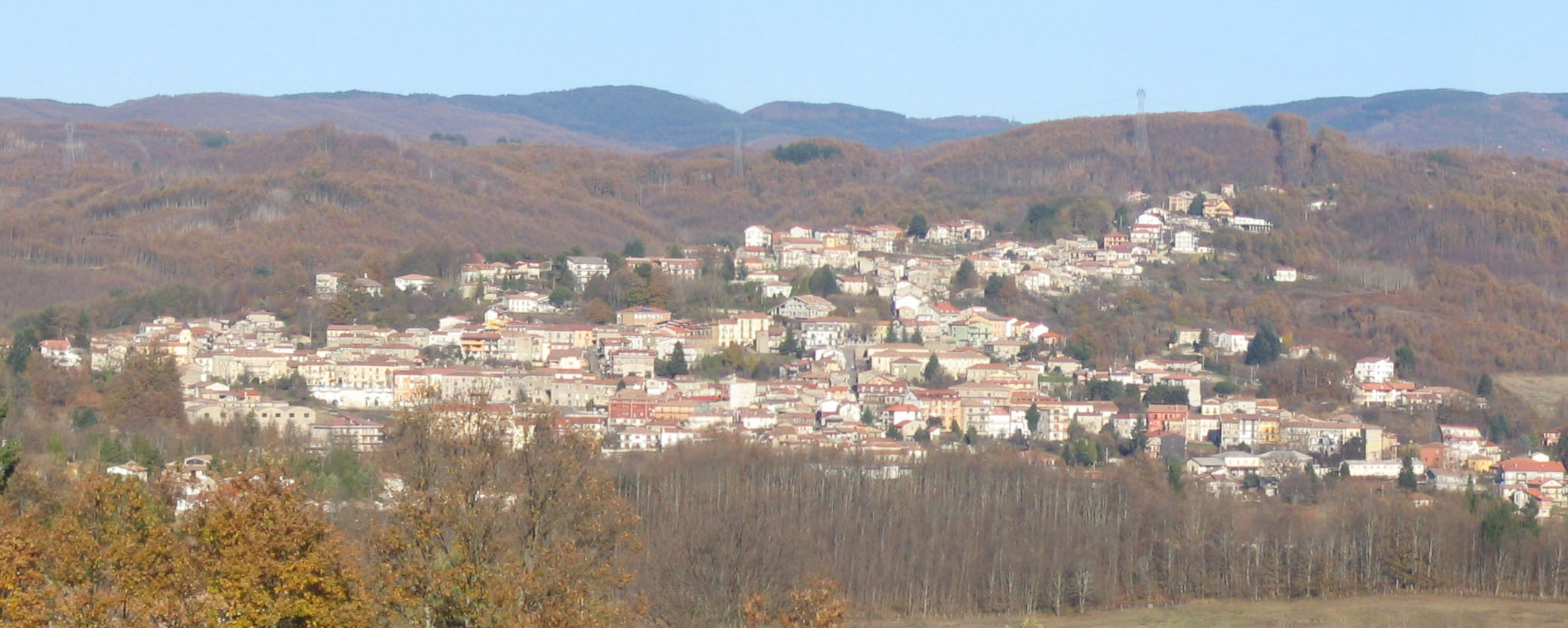

Щорічний фестиваль відбувається 24 червня. Покровитель — святий Іван Хреститель.

## Демографія
Населення за роками:

Станом на 1 січня 2023 року в муніципалітеті офіційно проживало 49 іноземців з 11 країн, серед них 33 громадяни країн Євросоюзу та 3 громадяни України.

## Сусідні муніципалітети
- Б'янкі
- Карлополі
- Колозімі
- Деколлатура
- Джимільяно
- Педівільяно